# Forfatningskampen
Forfatningskampen i Danmark er en tidsperiode i det danske demokrati, der populært udtrykt starter med Den gennemsete grundlov 1866 og slutter med Venstrereformpartiets regeringsdannelse 1901, hvor Højre efter adskillige år ved magten måtte gå af og parlamentarismen blev indført, således at en regering ikke kunne have et Folketingsflertal imod sig. Tiden kaldes også provisorietiden, selvom denne betegnelse mere specifikt henviser til den mest konfliktprægede del af J.B.S. Estrups regeringperiode, 1885-1894.

## Forfatningskampens udvikling
Efter nederlaget i 2. slesvigske krig var tilliden til De Nationalliberale forsvundet og Estrup, der ikke anerkendte den lige og almindelige valgret som statsbærende juridisk princip, trådte frem som Landstingets mand i kampen mod menigmands indflydelse, mens Christen Berg blev den fremmeste blandt fortalerne for parlamentarismen  Da Venstre ved valget i 1872 opnåede absolut flertal i Folketinget, fremsatte Berg krav om, at Rigsdagen skulle udpege regeringen. Kongen, Christian IX, støttede imidlertid Estrups linje og udnævnte Højrefolk som Konseilspræsident; fra 1875 Estrup selv. 
Sammenstødene mellem Estrup og Berg kulminerede i perioden fra 1885-1894 under den frugtesløse politiske proces, som er blevet betegnet som visnepolitikken og som aldrig siden er forekommet i dansk politik. Gennem adskillige år blev provisoriske love udstedt af Landstinget, der havde Højre-flertal, og godkendt af kongen, da Venstrepartierne, der havde flertal i Folketinget, generelt satte sig på tværs af alle lovforslag for at gennemtvinge Højreregeringens afgang.
"Forfatningsstriden havde hindret et frugtbart Lovgivningsarbejde lige siden 1875, og tiden der nu fulgte, med de 9 provisoriske Finanslove, blev også en gold Tid."
Det eneste tidspunkt, hvor der blev tyet til voldelige metoder i løbet af Forfatningskampen var, da en ung typograf, Julius Rasmussen, i 1885 forgæves forsøgte at skyde den regerende konseilspræsident J.B.S. Estrup, men i hele perioden var der spændinger og sammenstød mellem Venstrebønder og Højrefolk. Efter attentatet blev gendarmkorpset oprettet, det skulle beskytte Estrup og kongen, og censuren og våbenloven blev skærpet.
Ved valgene havde Venstre fremgang og moderate kræfter i begge partier stræbte efter forlig mellem parterne; med pensionsloven om Alderdomsunderstøttelse og oprettelsen af Sygekasser i 1894 opnåede parterne en vis normalisering af lovgivningsarbejdet. Men først efter folketingsvalget 3. april 1901, hvor Højres folketingsgruppe blev halveret, så den nu blot bestod af otte mænd, bandt kongen sig til parlamentarismen som princip og den første regering baseret på Venstrefolk blev en realitet. Denne forandring i det danske politiske system betegnes også som systemskiftet.